# یون ته سه
یون ته سه (انگلیسی: Jong Tae-se؛ زادهٔ ۲ مارس ۱۹۸۴) یک بازیکن فوتبال دو ملیتی اهل ژاپنی و کره ای است.
وی همچنین در تیم‌های ملی فوتبال کره شمالی بازی کرده‌است.